# Jörg Kirsten
Jörg Kirsten (Lipcse, Német Demokratikus Köztársaság, 1967. október 18. –) német labdarúgócsatár.

## Klubcsapatban
Pályafutását még a keletnémet időszakban kezdte a Chemie Leipzig és a Chemie Böhlen csapatainál. 1990-ben visszatért szülővárosába a Sachsen Leipzig csapatához. 1991 és 1992 között a Wismut Aue tagja volt. 1992-ben szerződött a Waldhof Mannheimbe, ahol 100 meccsen 37 gólt lőtt. 1995-ben lett az FSV Zwickau tagja. 1997 és 1998 közt az LR Ahlen csatára volt, de csak kevés játéklehetőséget kapott. 1998-ban visszatért a Waldhofba, majd 1999-től 2001-es visszavonulásáig az Erzgebirge Aue játékosa volt.